# Eublemma pulcherrima
Eublemma pulcherrima är en fjärilsart som beskrevs av Edward P. Wiltshire 1982. Eublemma pulcherrima ingår i släktet Eublemma och familjen nattflyn. Inga underarter finns listade i Catalogue of Life.